# Libero Miguel
Libero Miguel est un réalisateur, scénariste, acteur et producteur de cinéma brésilien né le 4 mai 1932 à São Paulo (Brésil), mort le 28 octobre 1989.

## Filmographie
Cette liste est établie à partir des fiches techniques venant de Cinemateca Brasileira et IMDb.

### Derrière la caméra

#### Cinéma
| Année | Films                     | Profession(s) | Profession(s) |
| Année | Films                     | Réalisateur   | Scénariste    |
| ----- | ------------------------- | ------------- | ------------- |
| 1971  | Ipanema toda Nua          | ✔️            | ✔️            |
| 1973  | Regina e o Dragão de Ouro | ✔️            | ✔️            |
| 1981  | Os Insaciados             | ✔️            | ✔️            |
| 1981  | Amélia, Mulher de Verdade |               | ✔️            |

#### Télévision
| Année | Films                  | Profession(s) | Profession(s) | Profession(s)      | Profession(s)  |
| Année | Films                  | Réalisateur   | Scénariste    | Autre              | Câble télévisé |
| ----- | ---------------------- | ------------- | ------------- | ------------------ | -------------- |
| 1958  | David Copperfield      | ✔️            | ✔️            |                    | TV Paulista    |
| 1959  | Os irmãos Dombey       | ✔️            | ✔️            | Producteur, acteur | TV Paulista    |
| 1959  | Oliver Twist           |               |               | Producteur         | TV Paulista    |
| 1961  | Mateus Falcone         | ✔️            |               |                    | TV Paulista    |
| 1961  | A Herdeira de Ferleac  | ✔️            |               |                    | TV Paulista    |
| 1961  | Grandes Esperanças, As | ✔️            |               |                    | TV Paulista    |
| 1963  | A Loja de Antigüidades | ✔️            | ✔️            | Producteur         | TV Paulista    |
| 1964  | Tortura d'Alma         | ✔️            |               |                    | TV Paulista    |
| 1964  | Eu Amo Esse Homem      | ✔️            |               |                    | TV Paulista    |
| 1965  | Ilusões Perdidas       | ✔️            |               | Producteur         | Rede Globo     |
| 1965  | Paixão de Outono       | ✔️            |               |                    | Rede Globo     |

### Acteur
| Année | Titre                  | Rôle               | Câble télévisée | Commentaires                         |
| ----- | ---------------------- | ------------------ | --------------- | ------------------------------------ |
| 1956  | TV de Vanguarda        |                    | TV Tupi         | Saison 5, épisode 22 : A Noiva Morta |
| 1957  | O Pequeno Lorde        | Earl of Dorincourt | TV Tupi         |                                      |
| 1958  | Grande Teatro Tupi     |                    | TV Tupi         | Saison 8, E18, E19, E20, E22, E41    |
| 1959  | Os Irmãos Dombey       |                    | TV Paulista     |                                      |
| 1960  | Teledrama              |                    | TV Paulista     | Saison 6, E1 : Greve em Pingo d'Água |
| 1963  | A Loja de Antigüidades |                    | TV Paulista     |                                      |
| 1963  | Quatro Irmãs, As       |                    | TV Paulista     |                                      |
| 1983  | Tokusô kihei Dorvack   | Commandant Fred    |                 |                                      |

## Doublage

### Films d'animation
- Woody Woodpecker  : Gooney Bird” Albatros
- 1977 : Pinocchio (direction du doublage)